# Jaume Lobo
Jaume Lobo Martorell (nac. 31 de julio de 1997 en Barcelona) es un baloncestista español. Con una altura de 1,80 metros, su posición habitual es la de escolta, aunque también puede jugar de base. Actualmente forma parte de la plantilla del Hestia Menorca de la Primera FEB.

## Trayectoria
Formado en las categorías inferiores del Joventut, CB Cornellá y UB Sant Adriá, club al que llegó en categoría infantil y con el que debutó en Liga EBA en la temporada 2016/17. Permaneció allí dos temporadas más, destacando rápidamente por su capacidad anotadora. En 2019/20 fichó por el Óbila Club de Basket, donde logró un asombroso promedio de 28.5 puntos por encuentro, convirtiéndose en el máximo anotador de todas las competiciones nacionales y estableciendo uno de los registros más altos de los últimos diez años en Liga EBA. 
En la temporada 2020/21 firma con el Club Baloncesto Clavijo de LEB Plata. Disputa 27 partidos en los que registra 15.1 puntos de media, calificándose como uno de los diez mejores anotadores de la competición.  
En agosto de 2021 se anuncia su fichaje por el Cáceres Patrimonio de la humanidad  para disputar la LEB Oro, en lo que sería su debut en dicha categoría. Participó en todos los encuentros de la temporada 2021/22 (39, incluyendo 5 de Playoffs) en los que promedió 7.7 puntos y un 37% en tiros de tres.
El 14 de agosto de 2022 firma por el Força Lleida Club Esportiu de la Liga LEB Oro. En la temporada 2022/23 participa en 28 partidos en los que promedia 8.8 puntos en algo más de 14 minutos.
La 23-24 promedia 11,7 puntos por partido, clasificando terceros en LEB Oro con el Força Lleida. Ganan la Final Four de ascenso a ACB en Madrid venciendo en la final al Estudiantes siendo pieza clave, promediando 14,4 puntos por partido.
El 8 de julio de 2024, firma por el CB Tizona de la Primera FEB.
En la temporada 2025-26, firma por el Hestia Menorca de la Primera FEB.